# Alchemilla microsphaerica
Alchemilla microsphaerica är en rosväxtart som beskrevs av Fröhner. Alchemilla microsphaerica ingår i släktet daggkåpor, och familjen rosväxter. Inga underarter finns listade i Catalogue of Life.